# I proscritti
I proscritti è un romanzo storico, in parte autobiografico, di Ernst von Salomon.

## L'opera
Pubblicato a Berlino nel 1930 dalla casa editrice Rowohlt Verlag, mentre la crisi politica ed economica attanagliava l'ormai agonizzante Repubblica di Weimar, l'opera si configura sotto un duplice aspetto: da un lato narrazione da parte di un testimone e partecipe di eventi storici che hanno segnato il primo dopoguerra e l'epopea dei Freikorps, dall'altro manifesto politico di una generazione uscita dalla prima guerra mondiale e dalle successive dure prove affrontate temprata e indurita, insofferente delle regole e dei valori borghesi, desiderosa di riaffermare la grandezza della nazione tradita. Un desiderio di rivalsa che si accompagna al rifiuto del capitalismo e della modernità, percepiti come corpi estranei all'uomo, così come dell'ordine politico creatosi in Germania e in Europa dopo la pace, percepito come un'umiliazione della nazione tedesca.
Il libro ebbe un discreto successo commerciale. Ad esso seguirono Die Stadt del 1932 e Die Kadetten del 1933 (entrambi non tradotti in italiano, ma dei quali esistono edizioni in inglese e francese), i quali continuano la narrazione delle vicende di von Salomon in chiave romanzata e semi-autobiografica.

## Trama

### Parte prima: I dispersi
La narrazione degli eventi inizia nel novembre del 1918. Il giovane Ernst von Salomon è uno studente liceale e cadetto della Reale Accademia Militare Prussiana. La Germania ha appena firmato l'armistizio e nella città hanno preso il potere i consigli degli operai e dei soldati di ispirazione comunista. Il giovane si arruola in una formazione militare (corpo franco) reclutata per la difesa dei confini orientali della Germania. Viene però dislocato a Berlino dove partecipa alla repressione, orchestrata da Gustav Noske della Rivolta spartachista nel gennaio del 1919. In seguito viene inviato con la sua compagnia a Weimar per garantire la sicurezza dei lavori dell'Assemblea Nazionale.
Assieme ad un gruppo di commilitoni si reca in seguito a combattere nei territori contesi del Ducato Baltico Unito.
Lasciata Weimar nell'aprile del 1919 assieme ad una compagnia di ventotto combattenti sotto il comando del tenente Kay, il gruppo giunge a Mitau durante gli scontri della guerra d'indipendenza lettone. Il contingente del quale von Salomon fa parte si unisce ai ranghi della compagnia Hamburg, schierata in supporto di Andrievs Niedra (primo ministro di un neo-costituito stato lettone filo-tedesco costituitosi in seguito ad un colpo di stato contro Kārlis Ulmanis). La compagnia Hamburg, dislocata a Tetelmünde, riceve l'ordine di attaccare Riga, controllata dalle forze bolsceviche della Repubblica Socialista Sovietica Lettone. Lungo le rive del fiume Eckau si svolgono combattimenti contro il reggimento Liebknecht. Altri scontri hanno luogo a Thorensberg. Riga viene infine conquistata il 22 maggio del 1919.
Gli eventi bellici successivi vedono la compagnia impegnata a Baldon, Neugut, Friedrichsstadt. Le forze nazionaliste e la Baltische Landeswehr vengono sconfitte a Wenden da una coalizione di contingenti estoni e lituani filo-governativi. In seguito all'arretramento della linea del fronte, la compagnia Hamburg viene inviata nei pressi del lago Jugla, dove viene impegnata in sanguinosi scontri con le forze estoni che vedono l'utilizzo di artiglieria e gas. Il ponte sul fiume Düna, che avrebbe dovuto essere utilizzato per l'evacuazione delle forze germano-baltiche da Riga, viene nel frattempo bombardato dalla marina britannica, che sostiene il governo Ulmanis. Il sostegno britannico costringe il governo filo-tedesco di Niedra a firmare l'armistizio con Kārlis Ulmanis. In base ai termini in esso contenuti le truppe tedesche avrebbero dovuto ritirarsi a Olai, mentre gli estoni che avevano sostenuto Ulmanis avrebbero dovuto fare ritorno nel loro Stato. Le forze tedesche si ritirano nella zona nota come palude di Tirul, dove vengono raggiunti dal primo reggimento di Curlandia il 24 agosto del 1919.
Il maggiore Josef Bischoff tuttavia nonostante i termini dell'armistizio non acconsente al ritiro della Eiserne Division dalla regione. Questa forza, assieme ad elementi della Baltische Landeswehr, sotto il comando di Pavel Rafailovič Bermondt-Avalov e Nikolaj Nikolaevič Judenič, si sarebbero unite all'Armata Bianca. Von Salomon descrive gli ulteriori scontri sostenuti contro forze lettoni ad Uxkull e a Mitau. In seguito alla vittoria finale dei lettoni con la presa di Mitau, le formazioni vengono sciolte e gli elementi rimasti della compagnia Hamburg fanno ritorno a Stade.

### Parte seconda: I congiurati
Il ritorno in Germania di von Salomon coincide cronologicamente con l'entrata in vigore del trattato di Versailles e l'ingresso delle forze di occupazione francesi in Renania. Von Salomon e altri danno vita ad un'organizzazione clandestina nazionalista che si oppone all'occupazione francese.
Nel frattempo si verificano però altri eventi che sembrano minacciare l'integrità territoriale tedesca. In seguito al plebiscito condotto nell'Alta Slesia, che pure confermava il desiderio della maggioranza della popolazione di continuare a far parte della Germania, l'area viene divisa e una parte assegnata alla neo costituita Polonia. Le comunità di lingua tedesca rimaste sotto il controllo polacco vengono attaccate dai miliziani di Wojciech Korfanty. In risposta a tali violenze le formazioni dei corpi franchi che avevano combattuto nel Baltico vengono riformate integrando unità locali, dando vita a forze di autodifesa (Selbstschutz Oberschlesiens). Tali forze paramilitari combattono a Zembowitz, Rosenberg e Leschna sotto il comando del generale Karl Höfer. In seguito le forze polacche e tedesche si scontrano nella battaglia di Annaberg, nel maggio del 1921. Tale episodio bellico non ha tuttavia conseguenze significative a fronte delle gravi perdite sostenute da entrambi gli schieramenti nonché a causa dell'intervento alleato.
I combattimenti si concludono con un compromesso, che vede la definizione del confine definitivo sulla base della cosiddetta "Linea Sforza", con alcune modifiche minori.
Di ritorno dall'Alta Slesia von Salomon entra in contatto con l'organizzazione Consul. All'interno di tale formazione von Salomon partecipa, sia pure in un ruolo marginale, all'omicidio del ministro Walther Rathenau pianificato da Erwin Kern e avvenuto il 24 giugno del 1922. La narrazione a questo punto si interrompe, venendo sostituita da estratti di cronaca relativi a tale episodio raccolti da vari giornali quali il Berliner Tageblatt e il Vossische Zeitung.

### Parte terza: I delinquenti
In seguito all'assassinio di Rathenau l'organizzazione Consul viene fatta oggetto di aspre misure di polizia. Gli esecutori dell'omicidio Erwin Kern e Hermann Fischer vengono rintracciati e braccati. Asserragliati nel castello di Saaleck a Bad Kösen i due vengono uccisi nel corso di una sparatoria con la polizia il 17 luglio del 1922. Un altro partecipante dell'attentato, Ernst Werner Techow, fuggito dalla Germania viene successivamente rintracciato, processato e condannato a quindici anni di carcere. La compagnia Bayrische Holzverwertungsgesellschaft, società fantasma dietro la quale si nascondevano le attività dell'organizzazione Consul viene sciolta e i suoi membri si disperdono.
Von Salomon stesso viene condannato a cinque anni di carcere in quanto complice dell'assassinio, avendo fornito a Kern e Fisher una vettura. Il periodo trascorso in carcere colpisce duramente von Salomon, che si sente del tutto tagliato fuori dagli eventi che si verificano in Germania.
Subisce inoltre un altro processo a Marburgo per tentato omicidio di un ex membro dell'organizzazione Consul, Weigelt. Viene condannato a scontare altri tre anni di carcere. Il libro si conclude con il rilascio anticipato di von Salomon e il suo ritorno nella vita civile in una Germania preda dell'iperinflazione e del caos politico.

## Giudizi
(Carlo Mazzantini)
(Alain de Benoist)

## Edizioni italiane
- I proscritti, traduzione di Maria Napolitano Martone, Torino, Einaudi, 1943,  p. 502.
- I proscritti, traduzione di M. N. Martone, Collana Il bosco, Milano, Mondadori, 1959.
- I proscritti, Parma, All'Insegna del Veltro, 1979.
- I proscritti, Genova, Colombo, 1994.
- I proscritti. Un romanzo, traduzione di M. N. Martone, a cura di Marco Revelli, Appendice: "Ernst von Salomon: le patologie dell'alterità" di M. Revelli, con una Cronologia, Collana Romanzi e racconti n.19, Milano, Baldini & Castoldi, 1994, ISBN 978-88-859-8954-2. - Collana I nani n.207, Baldini & Castoldi, 2001; Collana I tascabili n.31, Dalai, 2008;

Baldini + Castoldi, 2013.